# Wu Dan
Wu Dan (em chinês:  巫 丹; 13 de janeiro de 1968) é uma ex-jogadora de voleibol da China que competiu nos Jogos Olímpicos de 1988, 1992 e 2000.
Em 1988, ela fez parte da equipe chinesa que conquistou a medalha de bronze no torneio olímpico, no qual atuou em cinco partidas. Quatro anos depois, ela participou de três jogos e finalizou na sétima colocação com o conjunto chinês no campeonato olímpico de 1992. Dan fez a sua última aparição em Olimpíadas no jogos de 2000, jogando em sete confrontos e terminando na quinta posição com o time chinês na competição olímpica.